# Saint-Pierre-de-Rivière
Saint-Pierre-de-Rivière är en kommun i departementet Ariège i regionen Occitanien i södra Frankrike. Kommunen ligger  i kantonen Foix-Rural som ligger i arrondissementet Foix. År 2022 hade Saint-Pierre-de-Rivière 676 invånare.

## Befolkningsutveckling
Antalet invånare i kommunen Saint-Pierre-de-Rivière
Referens: INSEE